# Josef Plakolm

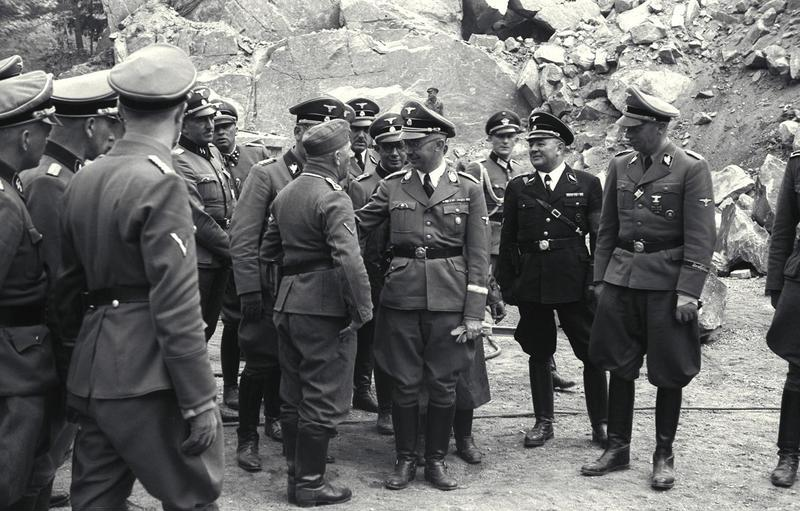
Josef Plakolm (schwarze Uniform) auf Tour von KZ Mauthausen, mit Heinrich Himmler und andere SS-Offiziere, Juni 1941.

Josef Plakolm (* 22. Juli 1889 in Gallneukirchen; † 24. Dezember 1956) war ein österreichischer Jurist und Polizeipräsident in Linz.

## Leben
Plakolm war der Sohn eines Gastwirts. Nach abgelegter Matura absolvierte er ab 1909 ein Studium der Rechtswissenschaft an der Universität Graz und promovierte 1914 an der Universität Innsbruck zum Doktor der Rechte. Seit 1909 gehörte er der Grazer akademischen Burschenschaft Cheruskia an. Als Soldat der k.u.k. Armee nahm er ab 1914 durchgehend am Ersten Weltkrieg teil und wurde nach Kriegsende, ausgezeichnet mit der Silbernen Tapferkeitsmedaille, im Rang eines Oberleutnants der Reserve aus der Armee entlassen. Danach ließ er sich zum Rechtsanwalt ausbilden und war ab 1923 als niedergelassener Rechtsanwalt in Linz tätig.
Plakolm gehörte bis 1930 der Großdeutschen Volkspartei an, trat dann zum 23. März 1933 der NSDAP bei (Mitgliedsnummer 1.516.641). Im Juli 1936 schloss er sich der SS an (SS-Nummer 308.219), wo er November 1944 bis zum SS-Oberführer aufstieg. Er war zudem Gaurechtsberater, Gauführer des NS-Rechtswahrerbundes und wurde für den Österreichischen Beobachter tätig.
Unmittelbar nach dem Anschluss Österreichs wurde er Mitte März 1938 zum Polizeipräsidenten in Linz ernannt und verblieb in dieser Funktion bis zum Kriegsende im Mai 1945. Zusätzlich war er örtlicher Luftschutzleiter. Des Weiteren blieb er Gauführer des NS-Rechtswahrerbundes und war zeitweise Gaurechtsamtsleiter und Präsident der örtlichen Rechtsanwaltskammer. Er war an Einweisungen in Konzentrationslager und Arisierungen beteiligt.
Nach dem Ende des Zweiten Weltkrieges befand er sich ab dem 1. Juni 1945 für drei Jahre in Untersuchungshaft in Glasenbach. Aufgrund einer psychischen Erkrankung wurde er entmündigt und in die Heilanstalt Niedernhart eingewiesen. Vor einem Volksgericht wurde er wegen Denunziation und Hochverrat im September 1948 zu drei Jahren schweren Kerker verurteilt. Die Beweislage bezüglich Bereicherung an jüdischem Vermögen und Beteiligung an Morden war unzureichend; die Verurteilung erfolgte aufgrund von Denunziationen und NS-Funktionärstätigkeiten. Trotz Protesten gegen das Urteil von einem NS-Opferverband wurde das Verfahren nicht nochmal aufgerollt. Plakolm lebte ab 1951 in Salzburg.